# El Rancho (Nuevo México)
El Rancho es un lugar designado por el censo ubicado en el condado de Santa Fe en el estado estadounidense de Nuevo México. En el Censo de 2010 tenía una población de 1199 habitantes y una densidad poblacional de 220,66 personas por km². Forma parte del área metropolitana de Santa Fe.

## Geografía
El Rancho se encuentra ubicado en las coordenadas 35°53′34″N 106°5′8″O / 35.89278, -106.08556. Según la Oficina del Censo de los Estados Unidos, El Rancho tiene una superficie total de 5.43 km², de la cual 5.43 km² corresponden a tierra firme y (0%) 0 km² es agua.

## Demografía
Según el censo de 2010, había 1199 personas residiendo en El Rancho. La densidad de población era de 220,66 hab./km². De los 1199 habitantes, El Rancho estaba compuesto por el 40.12% blancos, el 0.17% eran afroamericanos, el 2.59% eran amerindios, el 0.25% eran asiáticos, el 0% eran isleños del Pacífico, el 49.37% eran de otras razas y el 7.51% pertenecían a dos o más razas. Del total de la población el 72.73% eran hispanos o latinos de cualquier raza.